# アーロン・ワン＝ビサカ
アーロン・ワン＝ビサカ（Aaron Wan-Bissaka, 1997年11月26日 - ）は、イングランド・ロンドン出身のサッカー選手。ウェストハム・ユナイテッドFC所属。ポジションはディフェンダー。

## 経歴
11歳のときにクリスタル・パレスFCのアカデミーに入る。2017年夏に当時のパレスの監督だったフランク・デ・ブールによってトップチームに召集されるが、ティモシー・フォス＝メンサーとマーティン・ケリーの間に割って入ることができなかった。
2018年2月25日のトッテナム戦でリーグデビューを果たすと、翌シーズンはフォス＝メンサーがフラムFCに移籍したため右サイドバックの一番手に浮上した。9月22日のニューカッスル・ユナイテッドFC戦では観客席から投げられたペットボトルが直撃したことで物議をかもした。同年11月にはマンチェスター・シティFCが興味を示していると報じられた。
2019年6月29日、マンチェスター・ユナイテッドFCと5年契約（1年の契約延長オプション付き）を締結した。移籍金は5000万ポンドで、ユナイテッドのDF史上最高額の移籍金となった。開幕戦のチェルシーFC戦に早速先発出場し、4-0の大勝に貢献した。
2021-22シーズン途中より特に攻撃面でのパフォーマンスの不安定さからディオゴ・ダロトにポジションを奪われ、控えに回った。翌シーズンよりエリック・テン・ハフが監督に就任すると構想外と報じられ、古巣のクリスタル・パレスが復帰を画策しているとされたものの残留した。
2024年8月13日、ウェストハム・ユナイテッドFCに移籍した。

## プレースタイル・評価
対人守備を得意としている。体勢を崩されにくく、たとえ相手に振り切られそうになったとしても、柔軟な体を武器にスライディングを成功させてしまう。ジェイミー・キャラガーは、「1対1のバトルにおいて、ワン・ビサカは“世界最高のDF”だね」とその守備力を絶賛している。
攻撃面では、オーバーラップとインナーラップを巧みに使い分け、前線に効果的な動きをもたらしている。また、繊細なタッチを武器に、相手をかわしたりボールをキープしたりと、狭いスペースやプレッシャーのかかる場面でもチームに貢献している。

## 個人成績
| クラブ                       | シーズン | リーグ         | リーグ戦 | リーグ戦 | カップ戦 | カップ戦 | リーグ杯 | リーグ杯 | 国際大会 | 国際大会 | その他 | その他 | 合計 | 合計 |
| クラブ                       | シーズン | リーグ         | 出場     | 得点     | 出場     | 得点     | 出場     | 得点     | 出場     | 得点     | 出場   | 得点   | 出場 | 得点 |
| ---------------------------- | -------- | -------------- | -------- | -------- | -------- | -------- | -------- | -------- | -------- | -------- | ------ | ------ | ---- | ---- |
| クリスタル・パレス           | 2016-17  | プレミアリーグ | 0        | 0        | 0        | 0        | 0        | 0        | -        | -        | 0      | 0      | 0    | 0    |
| クリスタル・パレス           | 2017-18  | プレミアリーグ | 7        | 0        | 0        | 0        | 0        | 0        | -        | -        | 0      | 0      | 7    | 0    |
| クリスタル・パレス           | 2018-19  | プレミアリーグ | 35       | 0        | 1        | 0        | 3        | 0        | -        | -        | 0      | 0      | 39   | 0    |
| クリスタル・パレス           | 通算     | 通算           | 42       | 0        | 1        | 0        | 3        | 0        | -        | -        | 0      | 0      | 46   | 0    |
| マンチェスター・ユナイテッド | 2019-20  | プレミアリーグ | 35       | 0        | 2        | 0        | 4        | 0        | 5        | 0        | 0      | 0      | 46   | 0    |
| マンチェスター・ユナイテッド | 2020-21  | プレミアリーグ | 34       | 2        | 3        | 0        | 2        | 0        | 15       | 0        | 0      | 0      | 54   | 2    |
| マンチェスター・ユナイテッド | 通算     | 通算           | 69       | 2        | 5        | 0        | 6        | 0        | 20       | 0        | 0      | 0      | 100  | 2    |
| 総通算                       | 総通算   | 総通算         | 111      | 2        | 6        | 0        | 9        | 0        | 20       | 0        | 0      | 0      | 146  | 2    |